# 야나 올호바
야나 올호바(슬로바키아어: Jana Oľhová, 1959년 12월 31일~)는 슬로바키아의 배우이다. 결혼 전 이름은 야나 게이슈베르고바(슬로바키아어: Jana Geišbergová)이다.

## 작품 목록

### 영화
- 더 클리너 (2015년)
- 호스티지 (2014년)
- 땡스, 파인 (2013년)
- 살아남은 삶 (2010년)
- 바토리 (2008년)
- 뮤지카 (2008년)
- 젤라리 (2003년)